# Fonthill Abbey

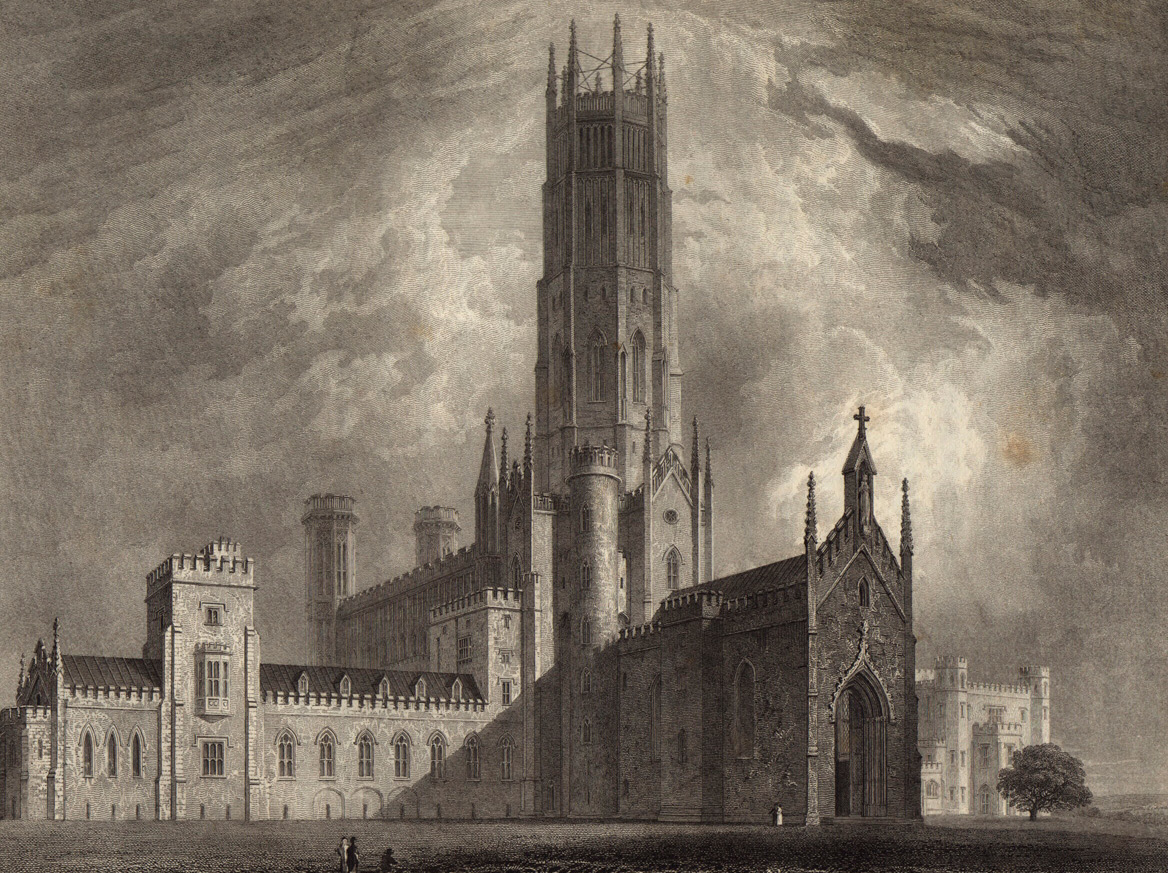
Pohled na západní a severní stranu Fonthill Abbey od Johna Ruttera (1823)

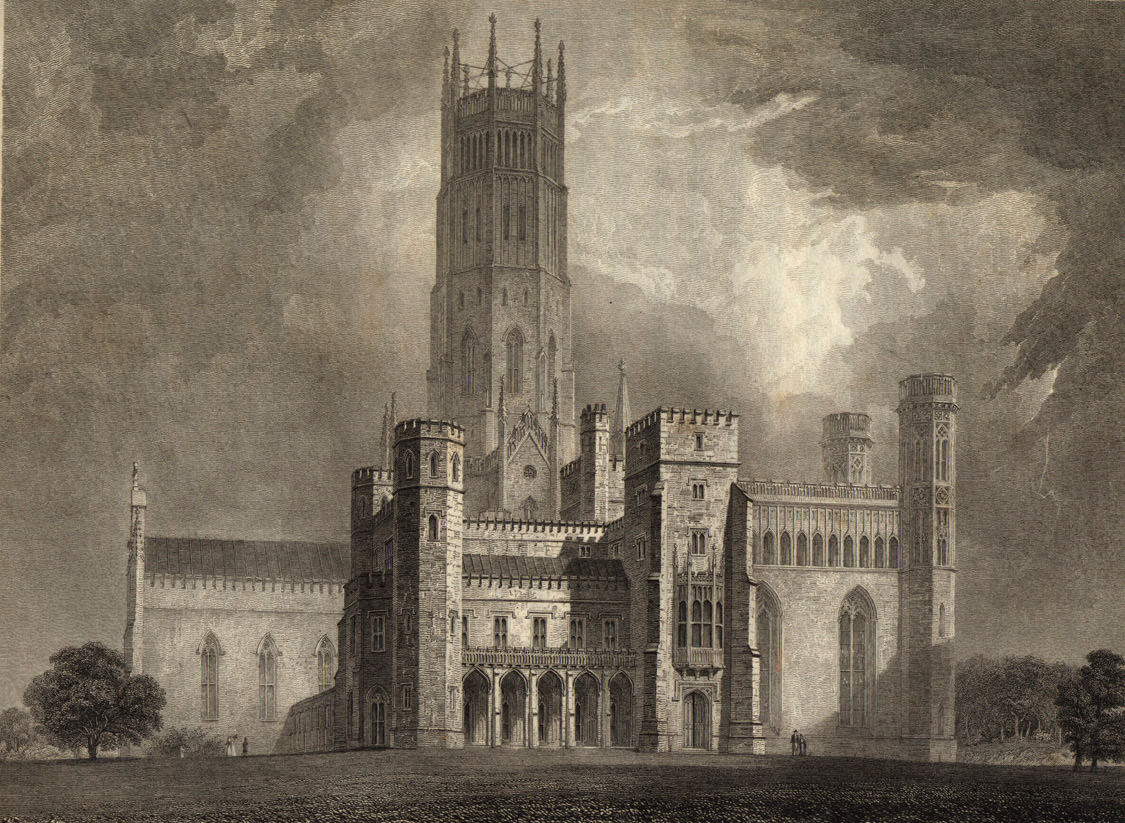
Jižní strana Fonthill Abbey

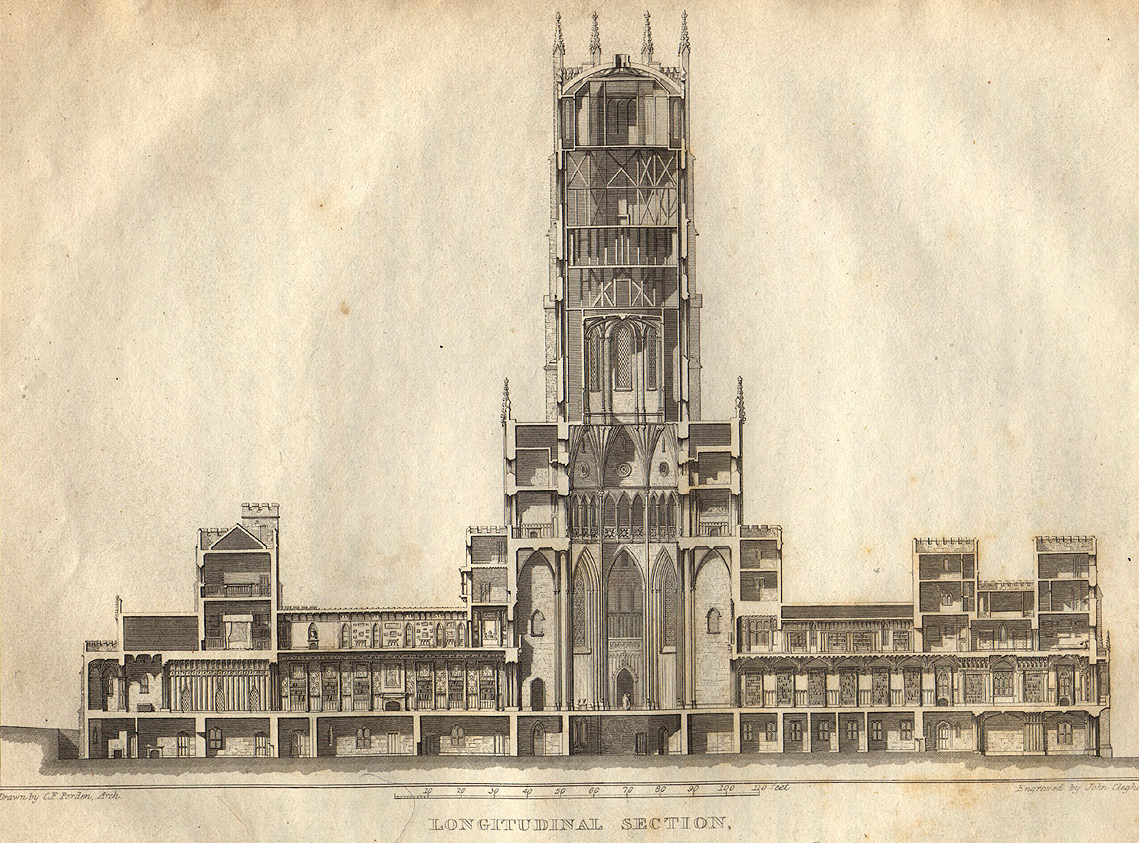
Průřez opatstvím

Fonthill Abbey (česky Fonthillské opatství) bylo rozsáhlé novogotické venkovské sídlo vybudované na přelomu 18. a 19. století nedaleko městečka Hindon v anglickém hrabství Wiltshire (22 km západně od Salisbury) na přání britského spisovatele, politika a cestovatele Williama Thomase Beckforda. Dominantou budovy byla vysoká věž, která se kvůli stavebním nedostatkům několikrát zřítila a Fonthill Abbey se tak stalo známým příkladem architektonického velikášstí spojeného s technickou neznalostí.
Vzorem pro stavbu mohl být Beckfordův vlastní gotický román Vathek (1786), který popisuje příběh chalífy, jenž si chce postavit nejvyšší věž na světě, aby měl přehled o všech zemích.

## Historie

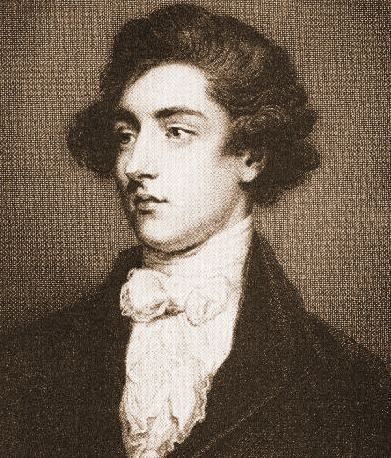
Mladý William Thomas Beckford

Fonthill Abbey bylo výtvorem Williama Thomase Beckforda, který studoval u architekta Williama Chamberse a byl synem bohatého anglického plantážníka Williama Beckforda. Roku 1771, kdy bylo W. T. Beckfordovi deset let, zdědil milion liber (v přepočtu na dnešní poměry kolem 320 milionů) a roční příjem, který jeho současníci odhadovali na 100 000 liber. Tehdejší noviny ho proto popisovaly jako „nejbohatšího neurozeného muže v Anglii“.
Roku 1778 se Beckford poprvé setkal s Williamem Courtenayem, 11letým synem vikomta Courtenayho. Ve Fonthillu pro chlapce uspořádal velkolepou vánoční párty, která trvala tři dny. V té době Beckford začal psát svůj nejznámější román Vathek. Roku 1784 byl Beckford obviněn Lordem Loughboroughem ze sexuálního zneužití Williama Courtenayho. Obvinění nebyla nikdy prokázána, ale Beckford po tomto skandálu musel opustit Anglii.
Odešel do exilu spolu se svou ženou Margaret Gordonovou, kterou hluboce miloval. Margaret však zemřela při porodu, když manželé našli útočiště ve Švýcarsku. Po této tragédii Beckford hodně cestoval - opakovaně do Francie, Německa, Itálie, Španělska a především do Portugalska, země, kterou měl ze všech nejraději. Přestože se ho anglická společnost stranila, rozhodl se v 90. letech 18. století vrátit do rodné země na fonthillské panství. Nechal ho obehnat zdí, dlouhou šest mílí a vysokou 3,65 m, aby na jeho pozemcích lovci nemohli klást pasti na lišky a zajíce. Park protínala asi pět mílí dlouhá alej. 
Excentrický spisovatel si usmyslel, že si ve Fonthill vybuduje gotický letohrádek v podobě umělé zříceniny (tzv. folly). Těsně před zahájením stavebních prací si to však rozmyslel a rozhodl se pro panské sídlo podobající se katedrále. Mělo vyrůst na louce půl míle od palladiánského domu zvaného Fonthill Splendens, který nechal vybudovat jeho otec na místě vyhořelého alžbětinského domu. Tuto budovu nechal Beckford nejprve částečně a později zcela zbourat.

## Výstavba

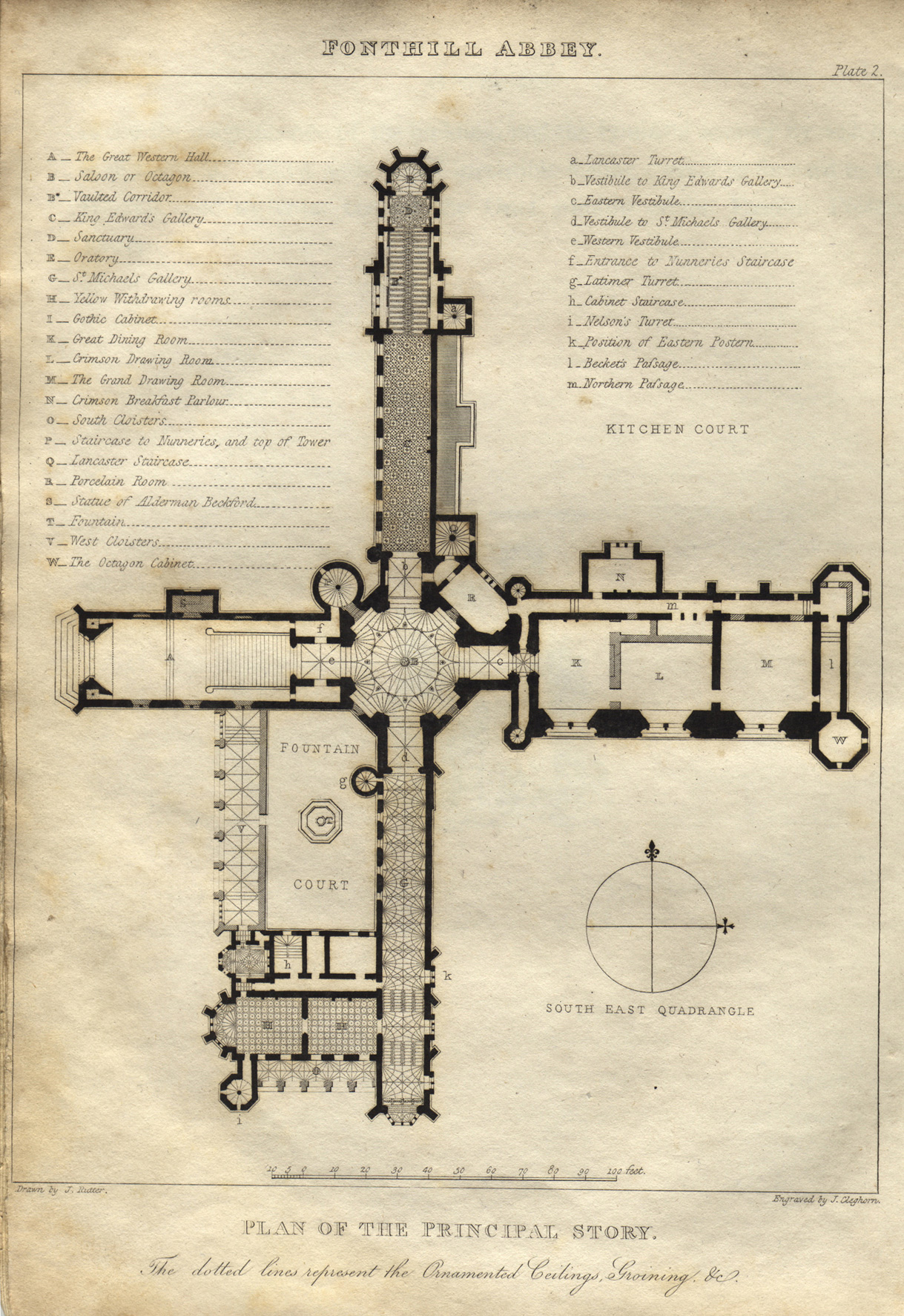
Půdorys Fonthill Abbey od Johna Ruttera

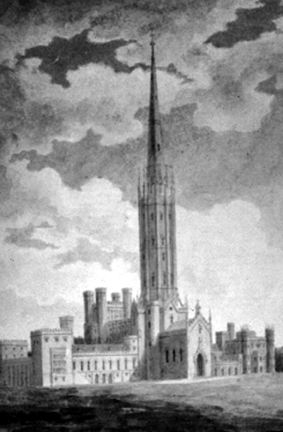
Fonthill Abbey s první věží (1795-1807)

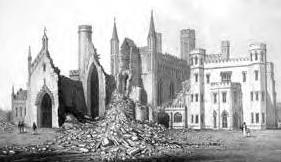
Fonthill Abbey po jednom ze zřícení věže

Když byly zveřejněny stavební plány, vzbudily velké pozdvižení a staly se okamžitě tématem rozhovorů ve vyšší společnosti i v architektonických kruzích v celé zemi. Beckford chtěl vybudovat věž vysokou 137 metrů. Ta by o 14 metrů převýšila katedrálu v Salisbury a stala se tak s odstupem nejvyšší stavbou ve Spojeném království.
Výstavba opatství začala roku 1795. Jako vedoucího architekta si Beckford najal ve své době renomovaného Jamese Wyatta, který však neměl dostatečné znalosti v oblasti klenby a gotické architektury vůbec. Wyatt byl navíc známý tím, že stavební práce nenavštěvoval moc často a přenechal dohled Beckfordovi, který si přepracovával plány a dával pokyny stavebníkům. 
500 dělníků pracovalo ve dne v noci. Aby stavbu urychlil, zlákal Beckford 450 dalších dělníků ze stavby kaple sv. Jiří na královském hradě Windsor - slíbil jim výrazně vyšší denní dávku piva ale. Na přepravu stavebního materiálu zabavil místním všechny žebřiňáky a povozy. Na oplátku jim Beckford za chladného počasí zdarma dodával uhlí a vlněné deky.
Beckford na stavební práce pečlivě dohlížel a chtěl, aby byly co nejrychleji hotové. Přes obavy odborníků, kteří je považovali za nedostatečné, se rozhodl využít staré základy malého zahradního domku, jenž dříve stával na tomto místě. Aby dělníci dostáli Beckfordovu přání dokončit stavbu co nejdříve, používali na jeho pokyn dřevo a cement místo obvyklého kamene a cihel, které by při plánované velikosti Fonthill Abbey byly mnohem vhodnější. Kromě toho se na zdi používalo nekvalitní vápno do malty a hrubé kamenné kvádry, které byly natřeny, aby vypadaly jako drahý přírodní kámen. Usychající maltu stříkali dělníci obarveným pískem, aby vypadala jako kámen. V průběhu roku se však ukázalo, že tyto zdi nejsou úplně vodotěsné a malta vytéká štěrbinami. Proto bylo třeba obložit stěny tenkými kamennými deskami, které zvyšovaly náklady. 
První částí stavby byla věž, která dosáhla výšky 91 metrů, než se roku 1801 zřítila. Beckford později zklamaně prohlásil, že mu bylo líto, že ji osobně neviděl padat. Poručil však, aby ji začali stavět znovu. 
O šest let později, v roce 1807, se nová opět přiblížila výšce 90 metrů - a znovu se zřítila. Beckford okamžitě začal stavět další věž, tentokráte z tesaného kamene, který měl stavbě dodávat větší stabilitu.
William Beckford se nakonec vzdal svého snu o věži vysoké 137 metrů a v roce 1813 prohlásil Fonthill Abbey za dokončené. Stavební náklady se vyšplhaly na obrovskou částku 273 000 liber (v přepočtu na dnešní poměry 87 400 000 liber).
Dlouho se předpokládalo, že za nestabilitu budovy způsobily staré základy. Tuto domněnku opravil dokument televizní stanice Channel 4 o ztracených budovách Británie, který nechal provést radarový výzkum lokality a zjistil, že základy byly ve skutečnosti velmi mohutné a sahaly až na skalní podloží. Spíše se dnes vychází z toho, že stěny, které postaveny převážně ze dřeva, nemohly vydržet obrovskou zátěž (obzvláště vysoké věže), prohnuly se a pukly.

### Architektura
Fonthill Abbey bylo považováno za jednu z nejpodivuhodnějších staveb ve Spojeném království. Budova měla půdorys ve tvaru kříže s dvěma dlouhými křídly na sever a jih a dvěma kratšími na východ a západ. Nad čtvercových křížením se zvedala osmiboká hlavní věž, inspirovaná elyskou katedrálou, která se směrem nahoru lehce zužovala. Věžičky v rozích vybíhaly nad špičku a tvořily jakousi zdobenou korunu věže. S výškou 84 metrů Fonthill Abbey překonalo mimo jiné např. o devět metrů nižší katedrálu v Canterbury.
Západnímu křídlu dominovalo hlavní schodiště, které začínalo za téměř deset metrů vysokým lomeným gotickým portálem, kdežto východní portál byl vrouben dvěma věžemi. V severojižní chodbě mohl člověk v jakémsi průhledu spatřit celou její délku 95 metrů. Stejně jako portály byly i konce severojižní chodby zařízeny odlišně. V severní části byla úzká, v jižní oproti tomu mnohem širší a obcházela vnitřní dvůr s kašnou. Interiér byl provedený ve zlaté, červené, stříbrné a purpurové barvě, byl nadmíru přepychový, ale také přeplácaný a vyumělkovaný a v mnoha částech tísnivě tmavý. K tomu měla v budově být řada tajných dveří. Hlavní dveře byly vysoké 10 metrů.

### Interiéry

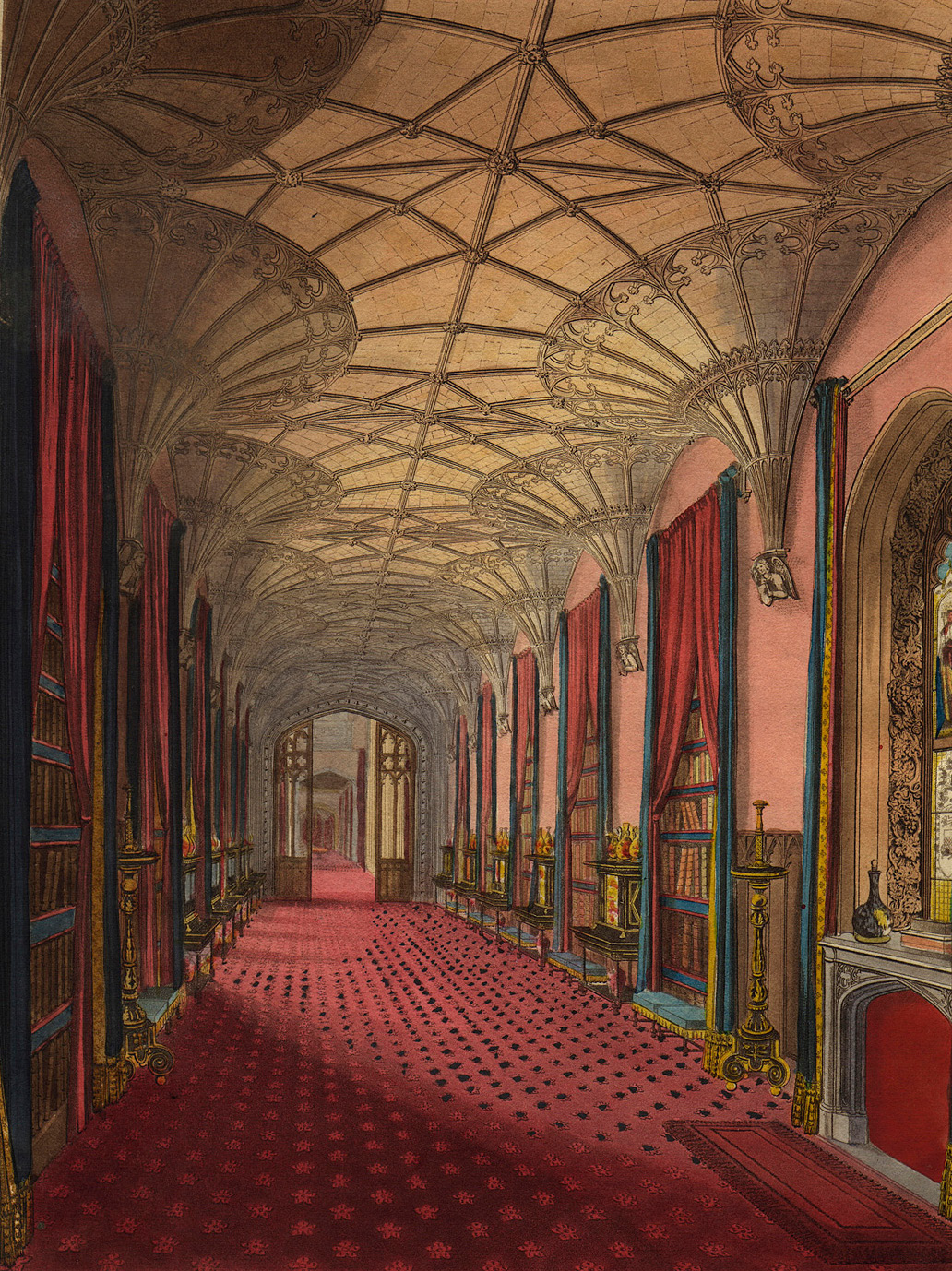
Galerie sv. Michaela
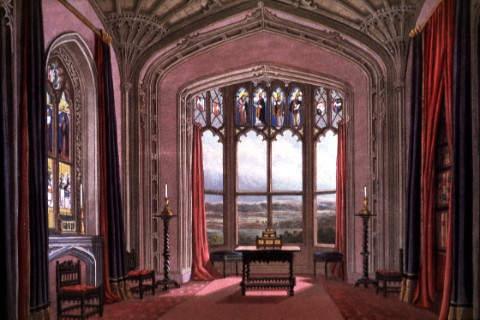
Galerie
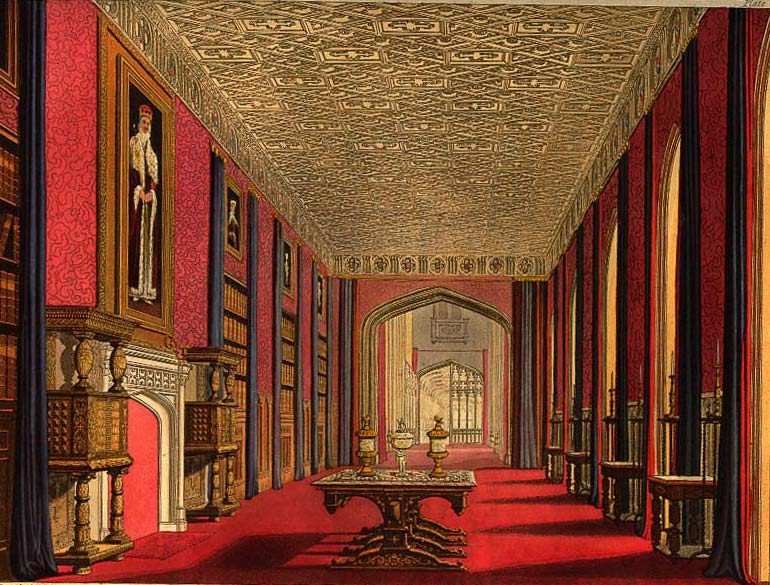
Galerie krále Edvarda
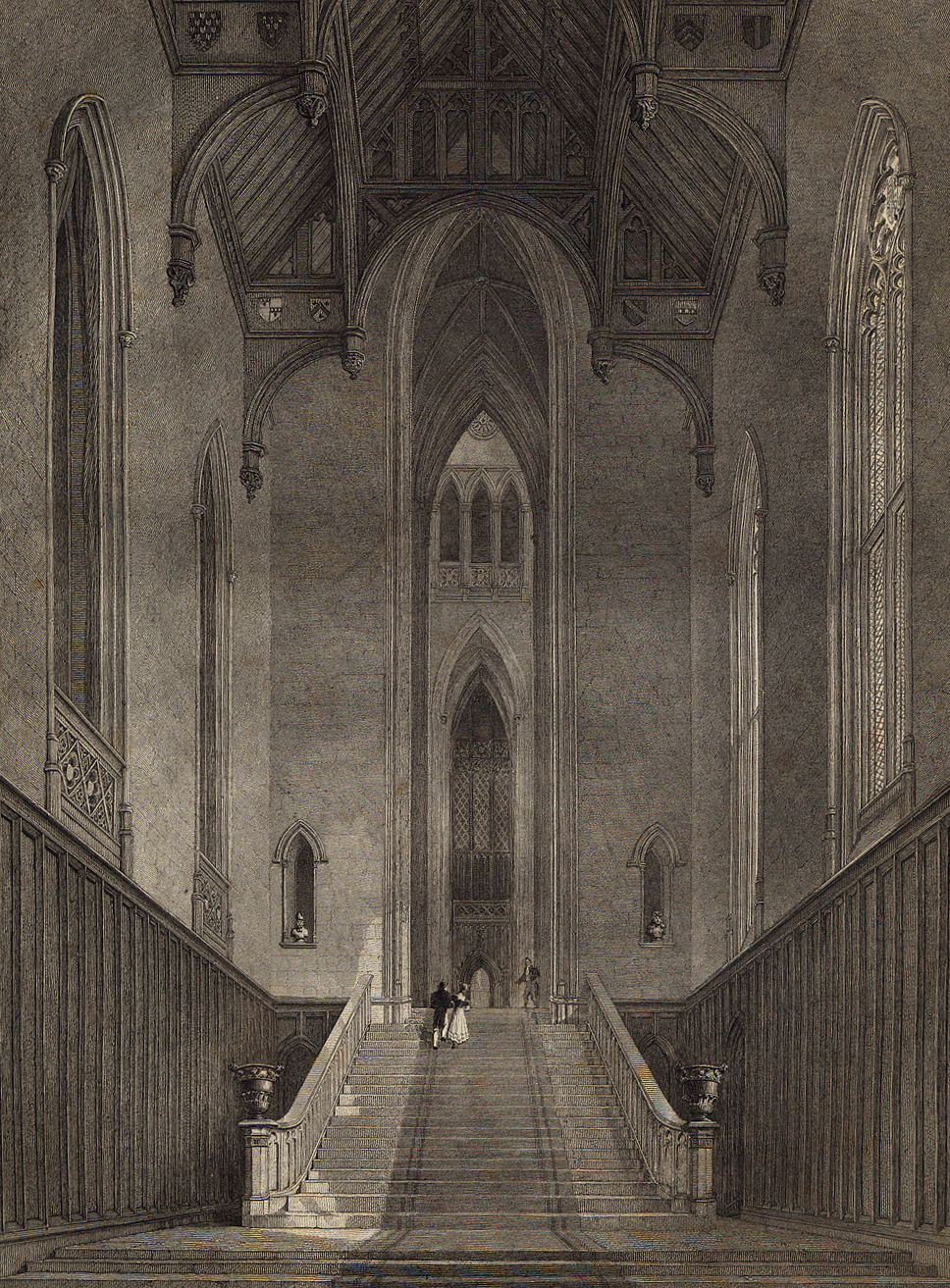
Velká západní hala

### Exteriéry

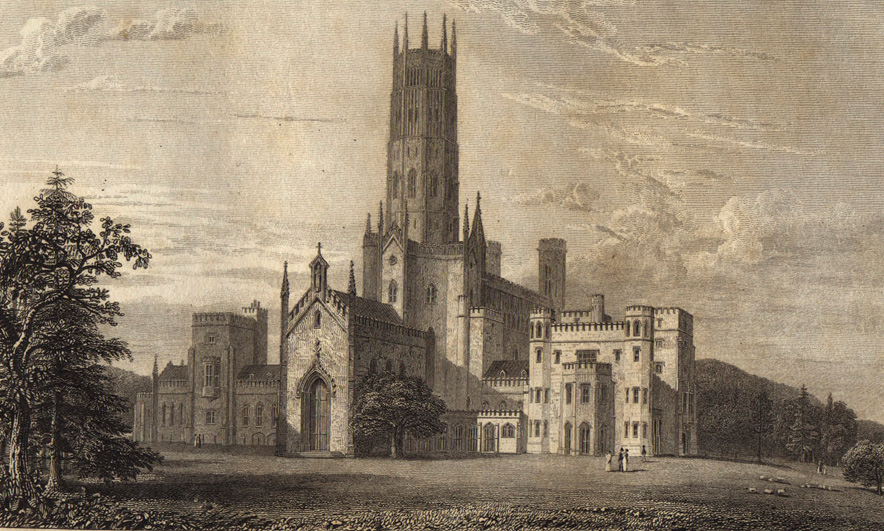
Pohled z jihozápadu
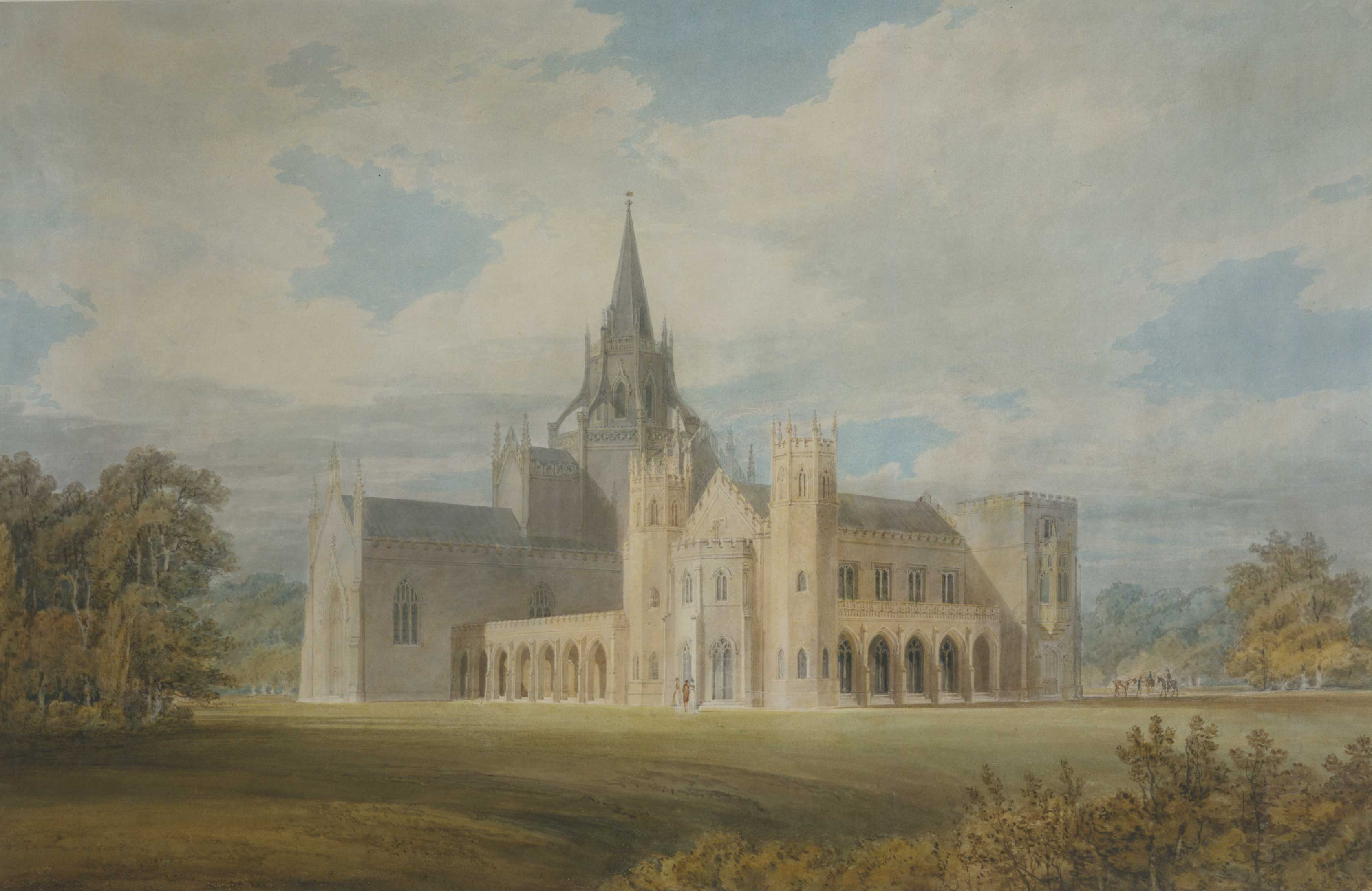
Fonthill Abbey z jihozápadu na obraze Williama Turnera, 1799
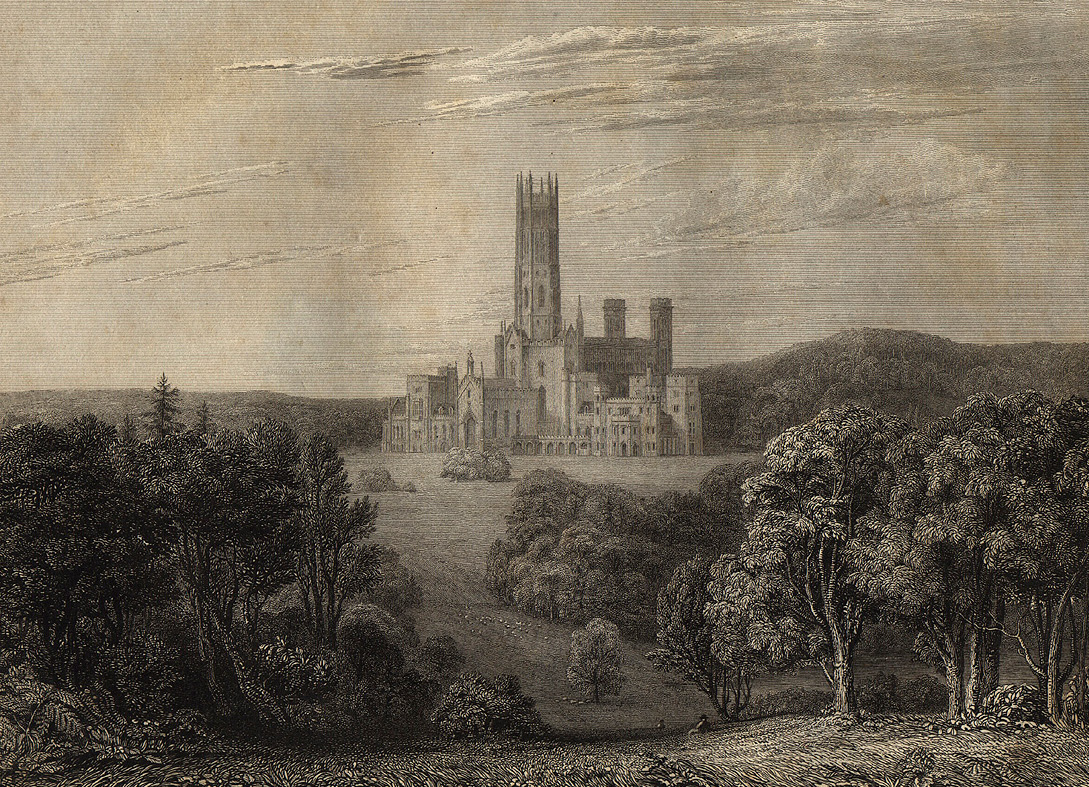
Západní a jižní strana
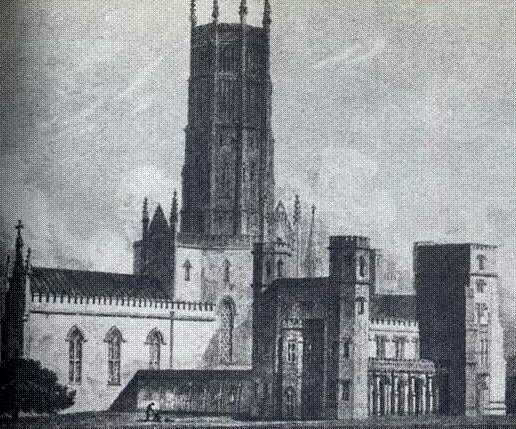

## Využití

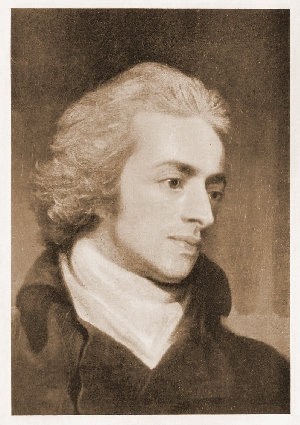
William Beckford

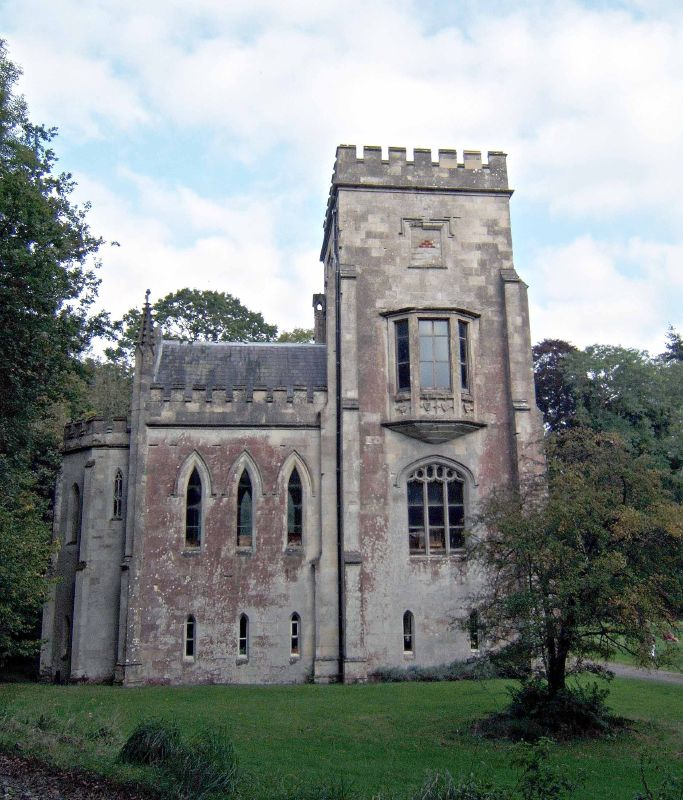
Pozůstatky Fonthill Abbey - Lancaster Tower s kaplí (vlevo)

Beckford bydlel v opatství sám a používal jen jedinou z mnoha ložnic. Žil v ústraní, jen málokdy přivítal nějaké návštěvy – většinou pánské. Každý den však nechal připravoval jídlo pro 12 lidí, i když téměř vždy obědval sám. O Vánocích roku 1800 v opatství přijal vzácné hosty - navštívili ho admirál Horatio Nelson, jeho milenka Lady Hamiltonová a s nimi americký malíř Benjamin West.
Mezi obyvatelstvem se sídlo těšilo značné popularitě, ačkoliv ho člověk mohl obvykle vidět jen z velké vzdálenosti. Právě to přispělo k vytvoření různých legend a mýtů. Čas od času dovolil Beckford ojedinělým turistům prohlédnout si prostory opatství. Proto nechal vytisknout vstupenky, které stály po jedné guineji. Výjimečná stavba zaujala i malíře Johna Constabla, Johna Martina a Williama Turnera a zachytili ji na mnoha obrazech.
Jednou Beckford prohlásil, že si vezme vánoční oběd, jen když mu ho přinesou z nových kuchyní, a poručil dělníkům, aby si pospíšili. Jakmile bylo po jídle, kuchyně se zřítily.
V roce 1822 se Beckford kvůli krachu svých cukrových plantáží na Jamajce dostal do finančních potíží a byl nucen Fonthill Abbey prodat. Nabídl ho v aukčním domě Christie’s a prohlásil, že roční náklady na údržbu činí 30 000 liber (na dnešní poměry 9 600 000 liber), a proto kupec musí být buď šíleně pošetilý nebo velice odvážný člověk. V srpnu a září 1822 využilo příležitost bezplatně si budovu prohlédnout 600 a 700 osob – zdaleka ne jen zájemci o koupi. Beckford však aukci z vypočítavosti opět zrušil. Věděl, že tím ještě zvýší zájem a někdo bohatý nakonec neodolá pokušení a koupí sídlo, o němž mluvil celý národ - i za nepřiměřeně vysokou cenu. V létě 1823 znovu nabídl Fonthill Abbey k prodeji a tentokrát přilákala zpráva v září a říjnu více než 7 000 návštěvníků. Deník The Times podrobně informoval o náporu zájemců a nedostačujících možnostech k přenocování v okolí. Nakonec William Beckford prodal Fonthill Abbey za 330 000 liber (dnes asi 105 600 000 liber) obchodníkovi se zbraněmi Johnu Farquharovi.
O necelé dva roky později, 21. prosince 1825, se hlavní věž potřetí a naposledy zřítila a přitom zničila velkou část sídla. Očitý svědek popsal událost takto:
„Spadla velmi krásným způsobem, nejprve klesala svisle a pomalu, pak praskla a rozletěla se na všechny strany po sousedících střechách.“
Richard Grosvenor, 2. markýz z Westminsteru, nechal trosky v roce 1845 odstranit a zčásti je využil k stavbě nového domu poblíž. Do dnešních dnů se dochovaly jen vstupní brána na příjezdové cestě a malý pozůstatek severního křídla - Lancasterská věž (Lancaster Tower) s přilehlou kaplí.
William Beckford zemřel roku 1844 v Bathu.